# Gråstrubet lappedykker
Den gråstrubede lappedykker (latin: Podiceps grisegena) er en fugleart i familien lappedykkere. Fuglen er 40-46 cm lang og har et vingefang på 77-85 cm. Den yngler ved ferskvandssøer i Europa, det vestlige Asien og det nordvestlige Nordamerika. I Danmark, der ligger nær artens europæiske vestgrænse, yngler gråstrubet lappedykker ret almindeligt, især i småsøer med rør langs bredden.

## Beskrivelse
Den gråstrubede lappedykker kendes i sommerdragt på den sorte isse, hvide kind og rustrøde hals. Den har en karakteristisk stemme, som lyder næsten som et grisehyl.
Den får et enkelt kuld om året med 4-5 æg, der udruges på 22-25 dage.

## Føde
Gråstrubet lappedykker spiser småfisk, store vandinsekter, snegle og små padder.